# Bengt von zur Mühlen

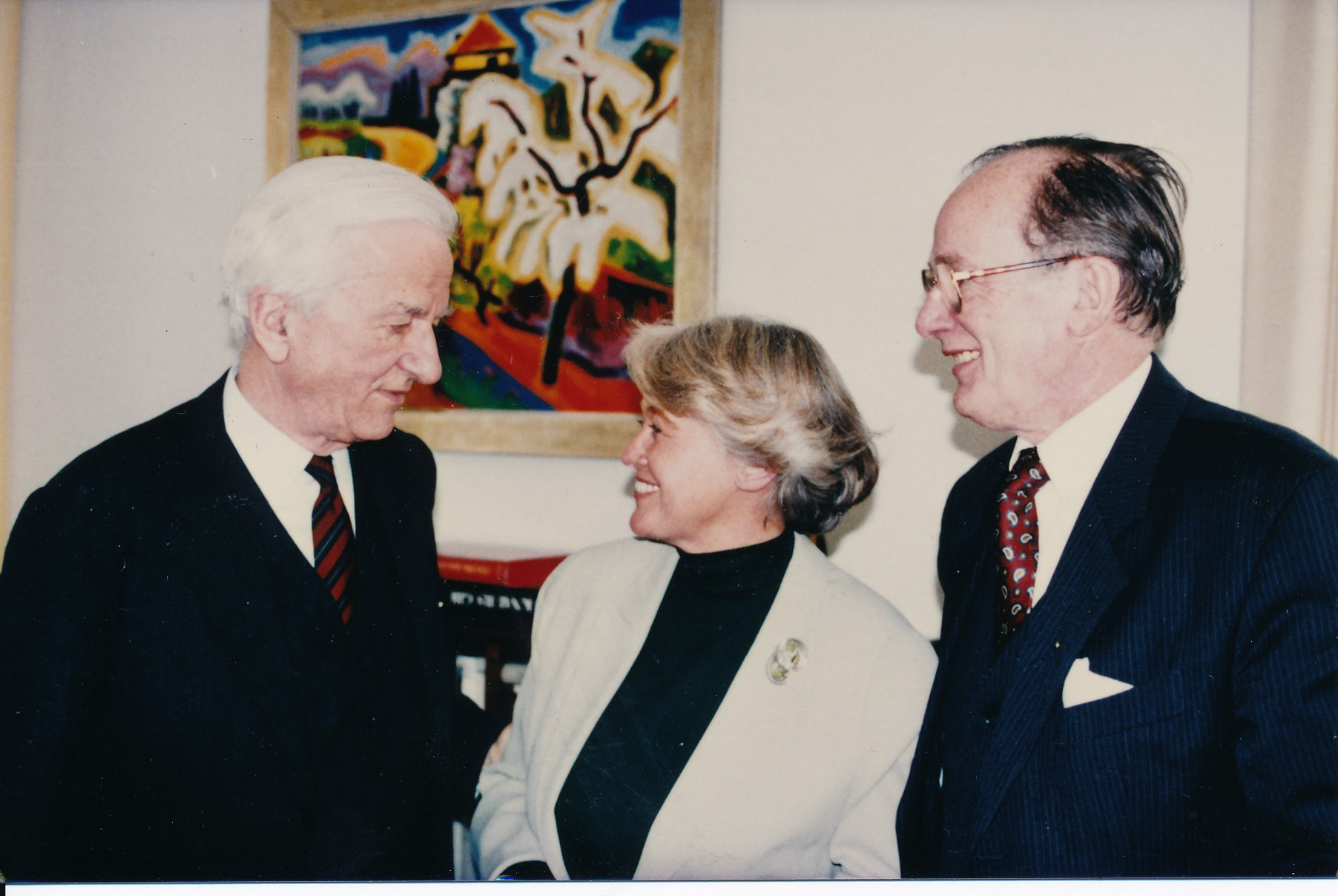
Bengt von zur Mühlen (rechts) mit seiner Frau Irmgard und Bundespräsident Richard von Weizsäcker

Bengt von zur Mühlen (* 24. Januar 1932 in Tartu, Estland; † 30. Juni 2016 in Berlin) war ein deutscher Filmproduzent, zeitgeschichtlicher Autor und Gründer des Unternehmens Chronos Film. Seine Dokumentarfilme und Publikationen beschäftigen sich überwiegend mit der deutschen Geschichte des 20. Jahrhunderts bis hin zu den Nachkriegsjahren, mit den Schwerpunkten Drittes Reich und Widerstand gegen den Nationalsozialismus.

## Leben und Wirken
Bengt von zur Mühlen entstammt dem baltischen Adelsgeschlecht von zur Mühlen. Sein Vater Arthur von zur Mühlen (1885–1959) war Landwirt und Kaufmann, sein Zwillingsbruder Max (* 1932) arbeitete im Statistischen Bundesamt von Kanada und war danach Lehrbeauftragter in Riga.
In der estnischen Stadt Dorpat (Tartu) geboren, wurde Bengt von zur Mühlen 1941 in den Warthegau umgesiedelt und floh von dort 1945 nach Berlin. 1948–1949 war er im Carl-Hunnius-Internat in Wyk auf Föhr. 1953 wanderte er nach Kanada aus. Dort absolvierte er an der University of Western Ontario einen Bachelor of Arts, ab 1958 studierte er an der Columbia University in New York. 1961 gründete er in Berlin die Filmproduktionsgesellschaft Chronos Film. Zu seinen erfolgreichsten Produktionen gehören die Dokumentarfilme Schlacht um Berlin und Der gelbe Stern – Die Judenverfolgung 1933–1945, die jeweils für einen Oscar nominiert wurden. Neben der Filmproduktion baute er zusammen mit seiner Frau, der aus Berlin stammenden Regisseurin Irmgard von zur Mühlen (* 1936), in den folgenden Jahrzehnten ein umfangreiches privates Filmarchiv auf.
Über den Chronos Verlag gab Bengt von zur Mühlen ab den 1990er Jahren einige Geschichtsbücher heraus, unter anderem Begleitbücher zu Filmen. 2014 veröffentlichte er im Bucher Verlag zwei Sachbücher über die Schlacht um Berlin sowie über den Widerstandskämpfer Fritz Lindemann.
Bengt von zur Mühlen starb nach langer Krankheit im Alter von 84 Jahren.

## Auszeichnungen (Auswahl)
- 1974: Oscar-Nominierung in der Kategorie Bester Dokumentarfilm für Schlacht um Berlin
- 1980: Bayerischer Filmpreis für Der gelbe Stern – Die Judenverfolgung 1933–1945[4]
- 1981: Oscar-Nominierung in der Kategorie Bester Dokumentarfilm für Der gelbe Stern

## Publikationen (Auswahl)
- Der Todeskampf der Reichshauptstadt. Chronos, Berlin-Kleinmachnow 1994.
- mit Irmgard von zur Mühlen: Geheimarchive – Sperrgebiete: mit der Kamera auf den Spuren der Geschichte. Chronos, Berlin-Kleinmachnow 1995, ISBN 3-931054-04-7.
- Schloß Cecilienhof und die Potsdamer Konferenz, Chronos, Berlin-Kleinmachnow 1994, ISBN 3-931054-02-0
- Der 20. Juli 1944 in Paris: Verlauf – Hauptbeteiligte – Augenzeugen. Chronos, Berlin-Kleinmachnow 1995, ISBN 3-931054-03-9.
- Sie gaben ihr Leben: unbekannte Opfer des 20. Juli 1944; General Fritz Lindemann und seine Fluchthelfer. Chronos, Berlin-Kleinmachnow 1995, ISBN 3-931054-01-2.
- Die 12 Nürnberger Nachfolgeprozesse. Chronos, Berlin-Kleinmachnow 2000, ISBN 3-931054-05-5.
- Die Angeklagten des 20. Juli vor dem Volksgerichtshof. Chronos, Berlin-Kleinmachnow 2001, ISBN 3-931054-06-3.
- Berlin 1945: Zeitzeugenberichte aus der letzten Schlacht des Dritten Reichs. Bucher, München 2014, ISBN 978-3-7658-2032-8.
- Der vergessene Verschwörer: General Fritz Lindemann und der 20. Juli 1944. Bucher, München 2014, ISBN 978-3-7658-1851-6.

## Filmografie (Auswahl)
- 1969: Albanien. Land der roten Skipetaren (Kurz-Dokumentarfilm)
- 1970: Aachen '44 (Kurz-Dokumentarfilm)
- 1972: Olympia – Olympia (Dokumentarfilm)
- 1973: Schlacht um Berlin (Dokumentarfilm)
- 1979: Geheime Reichssache (Dokumentarfilm)
- 1979: Welche Farbe hat das Grauen? (Dokumentarfilm)
- 1980: Der gelbe Stern – Die Judenverfolgung 1933–1945 (Dokumentarfilm)
- 1981: Adolph Menzel – Chronist mit Stift und Pinsel (Kurz-Dokumentarfilm)
- 1982: Thalia unter Trümmern – Das Berliner Theater der Nachkriegszeit 1945–1951
- 1983: Bomben auf Berlin – Leben zwischen Furcht und Hoffnung (Dokumentarfilm)
- 1985: Es liegt an uns, diesen Geist lebendig zu erhalten (Fernsehdokumentarfilm)
- 1986: Berlin zur Kaiserzeit – Glanz und Elend einer Epoche (Dokumentarfilm)
- 1986: Majdanek 1944 – Opfer und Täter (Dokumentarfilm)
- 1986: Die Befreiung von Auschwitz (Dokumentarfilm)
- 1987: Berlin unterm Hakenkreuz (Dokumentarfilm)
- 1988: Berlin unter den Alliierten 1945–1949 (Dokumentarfilm)
- 1989: Der Prozeß von Babi Yar (Dokumentarfilm)
- 1990: Die Frau am Brandenburger Tor (Fernsehfilm)
- 1991: Dorpat – Stadt der Studenten
- 1991: Berlin im kalten Krieg – Der Weg in die Spaltung 1949–1961 (Dokumentarfilm)
- 1993: Die Katyn Lüge (Dokumentarfilm)
- 1993: Stalins Strafjustiz (Dokumentarfilm)
- 1995: Welche Farbe hat der Krieg? (TV-Dokumentarreihe)
- 1995: Der Todeskampf der Reichshauptstadt (Dokumentarfilm)
- 1996: Der Nürnberger Prozess (Dokumentarfilm)
- 1996: Wenn sie mich nur spielen lassen (Fernsehdokumentarfilm)
- 1998: Vorhang auf – Applaus (Fernsehfilm)